# Taseopteryx eurynipha
Taseopteryx eurynipha là một loài bướm đêm trong họ Noctuidae.